# Tombe dei Re (Pafo)
Le Tombe dei Re (in greco Τάφοι των Βασιλέων?) sono una grande necropoli situata a circa due chilometri a nord-ovest di Pafo a Cipro. Si tratta di un patrimonio dell'umanità.
Le Tombe dei Re, molte delle quali risalgono al IV secolo a.C., sono scolpite nella roccia, e si pensa siano state i luoghi di sepoltura di aristocratici e alti funzionari fino al III secolo (il nome deriva dalla magnificenza delle tombe, non perché vi fossero sepolti dei re). Le tombe sono scavate nella roccia, spesso costruite con colonne doriche ed affreschi alle pareti. Gli scavi archeologici sono ancora in corso presso il sito.
Anche se le tombe erano conosciute ed esplorate da secoli, sono state sottoposte ad uno scavo sistematico solo negli anni 1970 e 1980 sotto la direzione del dottor Sofocle Hadjisavvas, poi direttore delle Antichità della Repubblica di Cipro.

## Galleria d'immagini

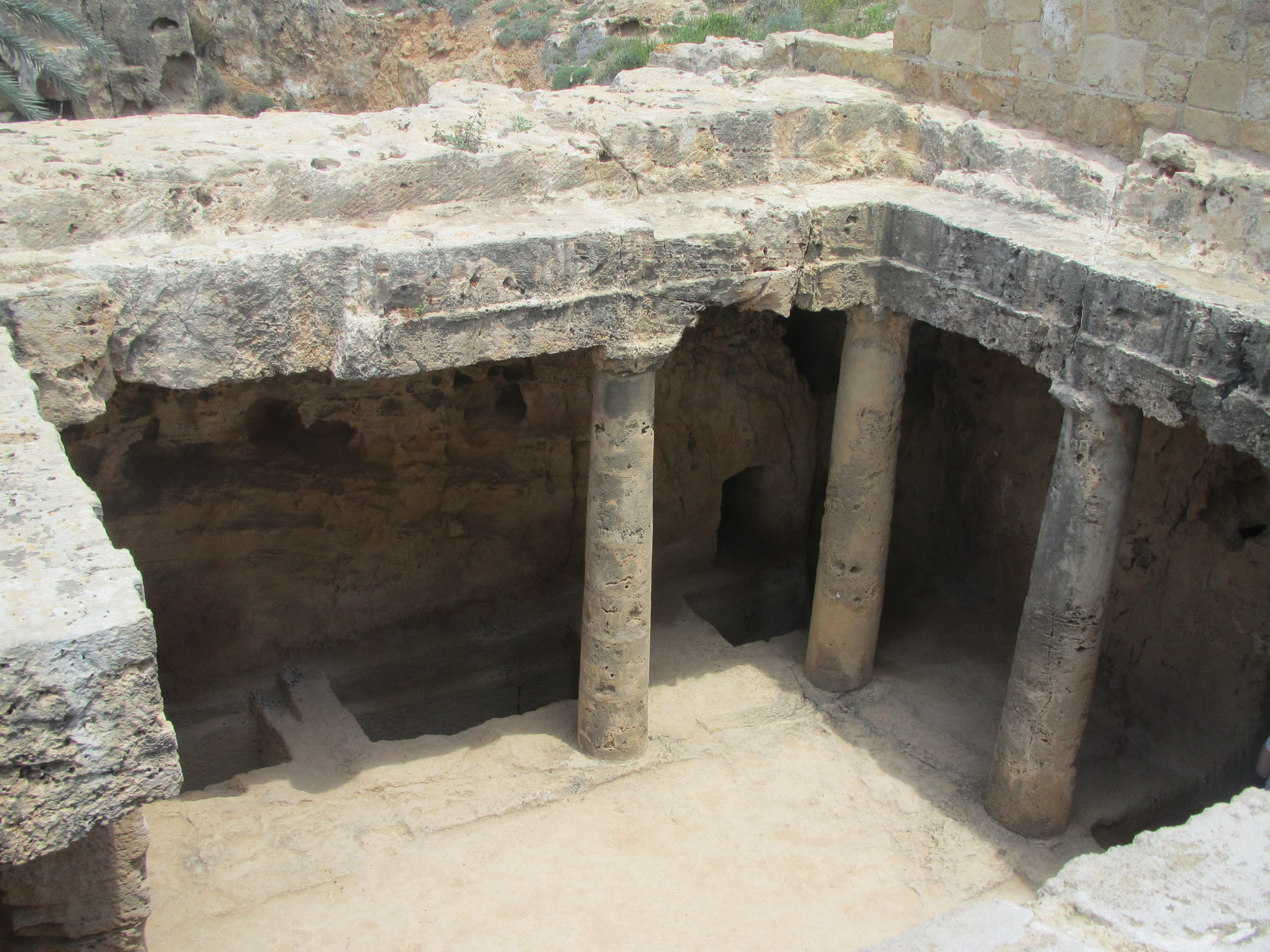
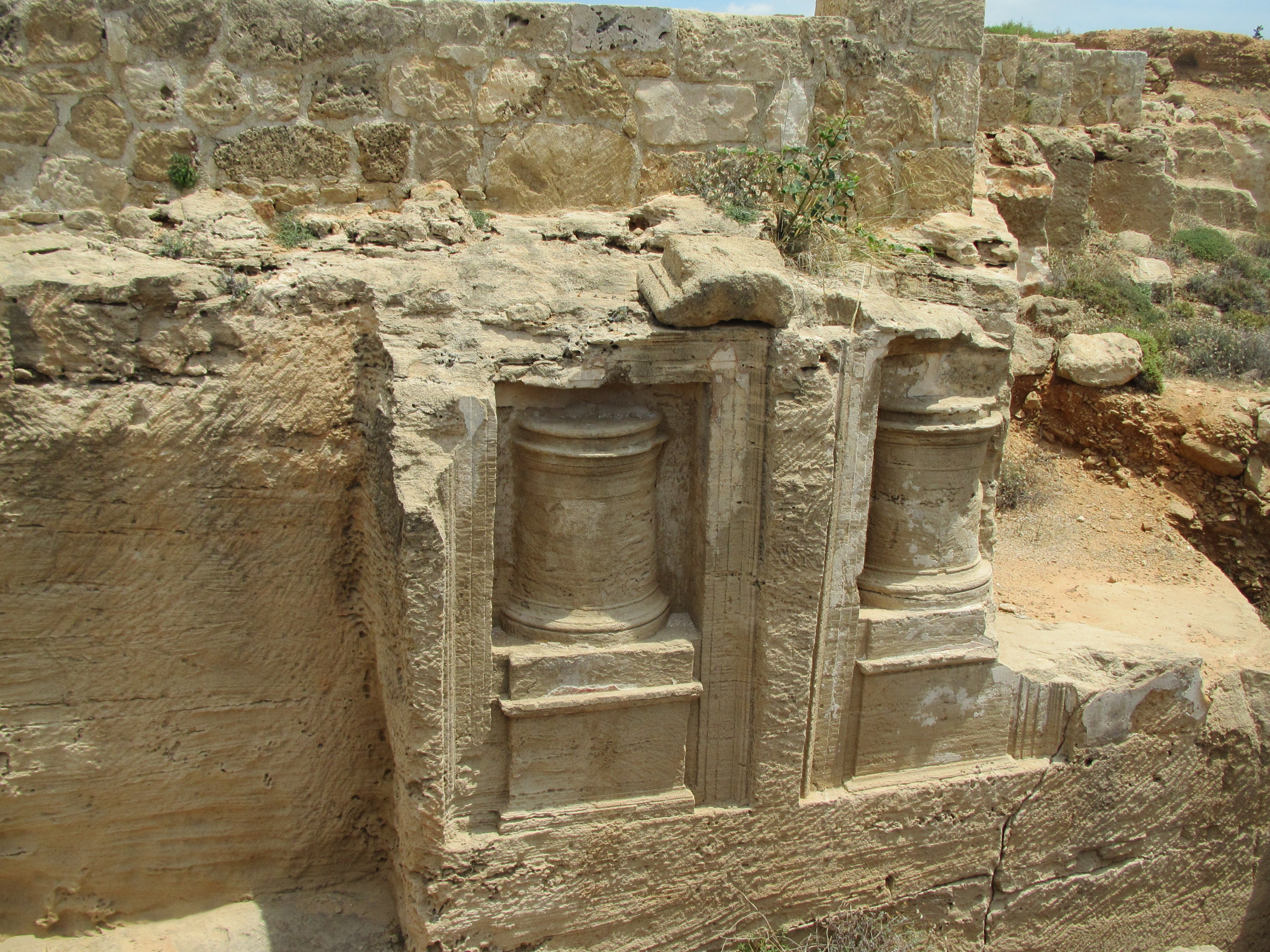
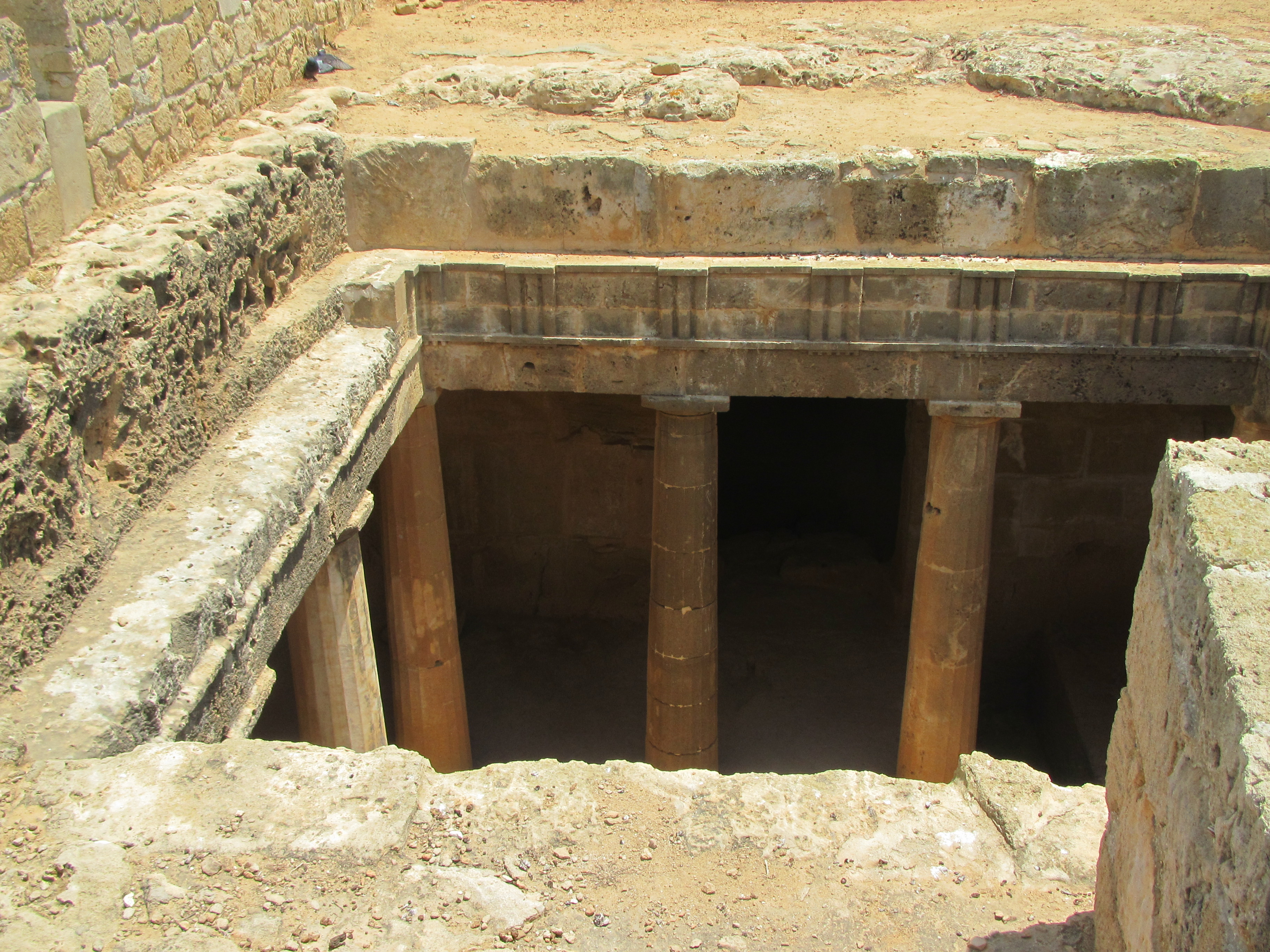
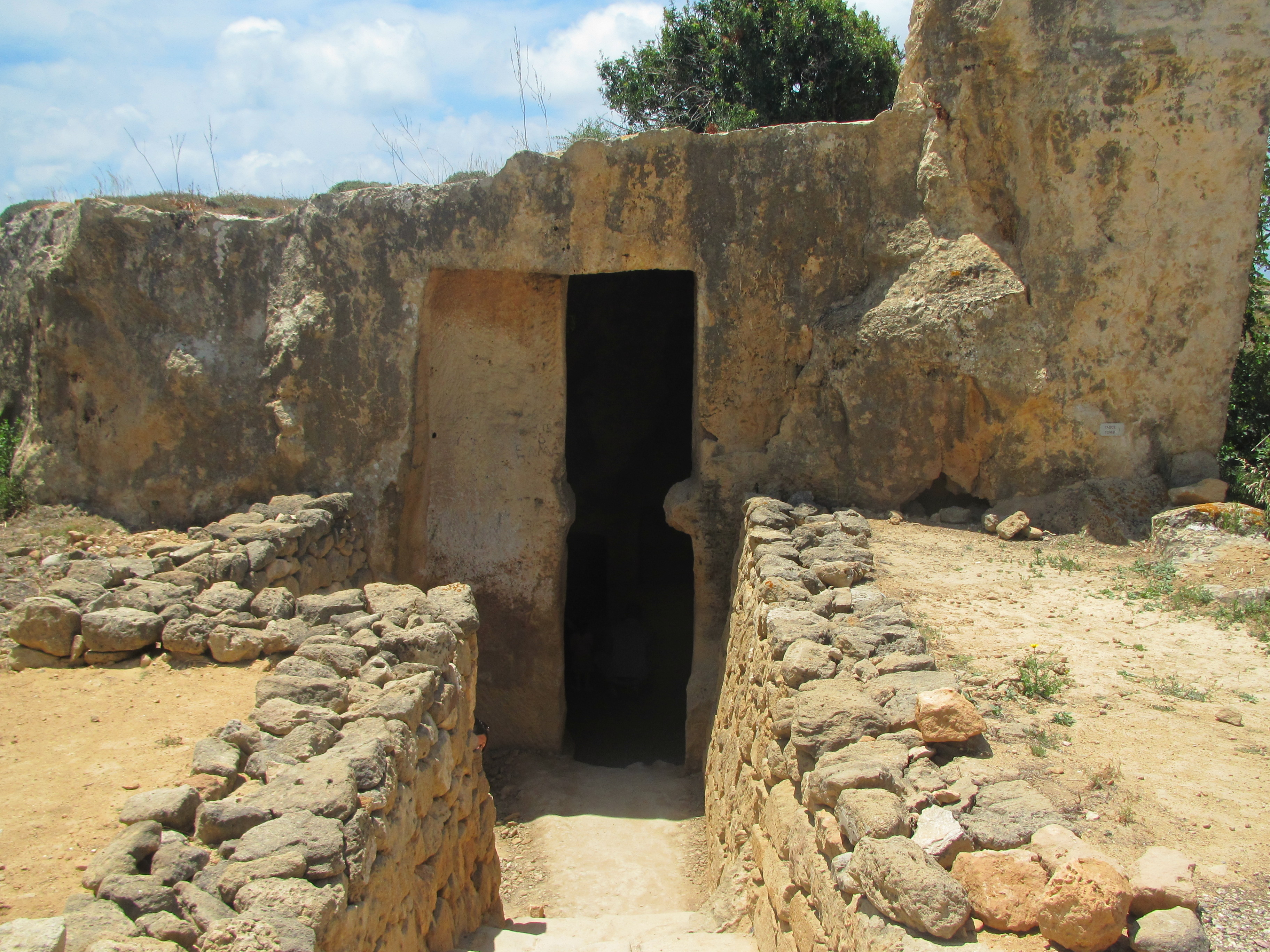
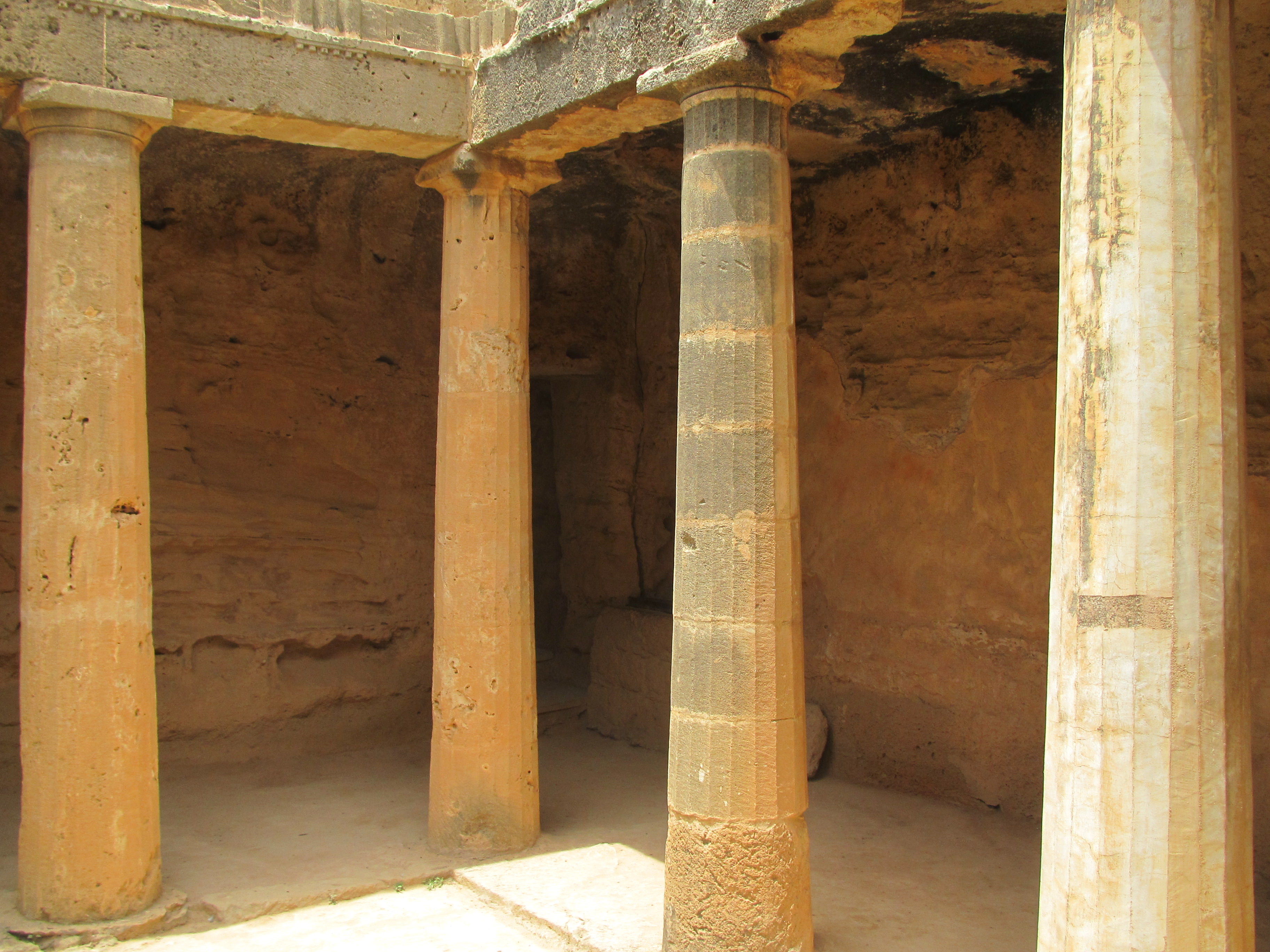
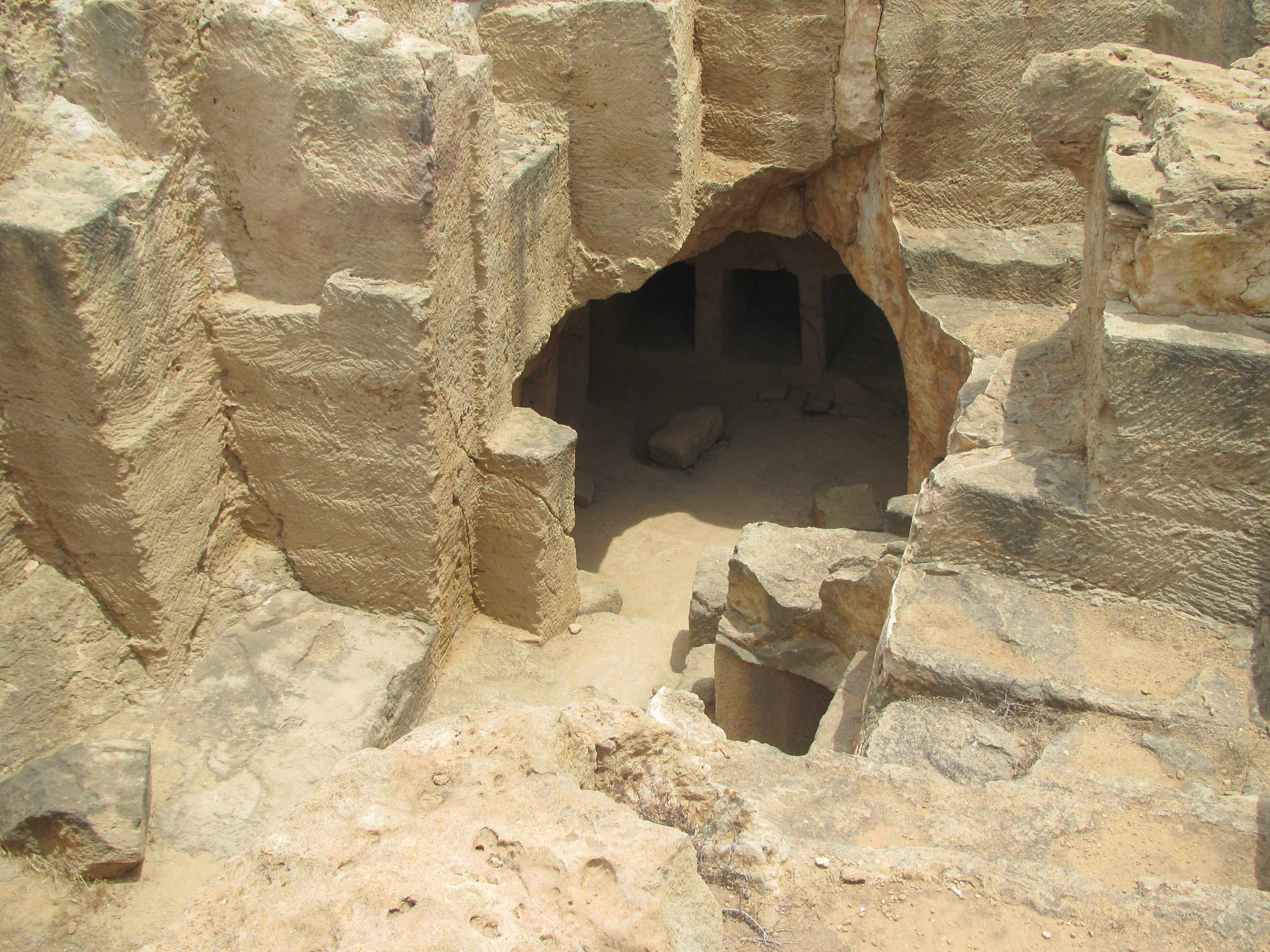